# Gebandeerde oermot
De gebandeerde oermot (Micropterix aureatella) is een nachtvlinder uit de familie van de oermotten (Micropterigidae). De wetenschappelijke naam van de soort is als Phalaena aureatella voor het eerst geldig gepubliceerd door Scopoli in 1763.

## Kenmerken
De spanwijdte van de vlinder bedraagt tussen de 7 en 9 millimeter. De voorvleugel is paars met witte tot gouden tekening, veelal twee banden en een vlek. De tekening is echter variabel.

## Leefwijze
De gebandeerde oermot wordt verondersteld polyfaag te zijn, maar veel is hier niet over bekend. De rups overwintert. De vliegtijd is in mei en juni. De vlinders vliegen overdag.

## Verspreiding en leefgebied
De gebandeerde oermot komt verspreid over Europa voor. De gebandeerde oermot is in Nederland een zeldzame en in België een zeer zeldzame soort. 